# John Axel Nannfeldt
John Axel Nannfeldt (ur. 18 stycznia 1904 r. w Trelleborgu, zm. 4 listopada 1985 r. w Uppsali) – szwedzki botanik i mykolog.

## Życiorys
Urodził się 18 stycznia 1904 r. w Trelleborgu w Szwecji. Studiował historię naturalną na Uniwersytecie w Uppsali. W 1932 r. uzyskał na tej uczelni stopień doktora, a w 1939 r. został profesorem botaniki. Stanowisko to zajmował aż do przejścia na emeryturę w 1970 r. W 1955 r. został członkiem Królewskiej Szwedzkiej Akademii Nauk.
Zajmował się wieloma aspektami botaniki roślin naczyniowych i glonów, m.in. opracował gatunek trawy wiechlina wiotka (Poa laxa) i gatunki z rodziny dzwonkowatych (Campanulaceae). Wspólnie z Erikiem Julinem opracował jaskry różnolistne Upplandii. Przede wszystkim jednak był mykologiem. Był pierwszym, który zaliczył porosty do grzybów i nazwał je grzybami zlichenizowanymi. Zajmował się także grzybowymi chorobami roślin, oraz taksonomią grzybów. M.in. opracował rodzaj Exobasidium. Zebrał około 900 eksykatów grzybów.
Opisał nowe gatunki roślin i grzybów. Przy ich nazwach naukowych dodawany jest skrót jego nazwiska Nannf. Nannfeldta uhonorowano nazywając jego nazwiskiem gatunek grzyba Plectania nannfeldtii i rodzaj Nannfeldtiella.